# Maksimaltakst
Maksimaltakster fastsættes i København af Region Hovedstadens Taxinævn. Nævnet angiver den maksimale takst taxien må tage for hhv. kilometer, start og tid. Der er flere takster afhængig af dag og tidspunkt, ligesom at der er specielle takster for store vogne (taxi der kan tage mere end 4 passagerer).
| Trafik | Spire Denne trafikartikel er en spire som bør udbygges. Du er velkommen til at hjælpe Wikipedia ved at udvide den. |